# Gioielli della Terra di Mezzo
Questo è un elenco dei gioielli della Terra di Mezzo che compaiono nelle opere di J. R. R. Tolkien.

## Anelli del Potere
Gli Anelli del Potere, o Anelli di Potere, sono degli anelli dai grandi poteri magici le cui proprietà variano a seconda della personalità e delle intenzioni dei loro artefici, e la cui efficacia invece varia a seconda del potere, delle intenzioni, della forza di volontà e delle azioni di chi li indossa.

## Anello di Barahir
Compare principalmente nello Silmarillion e, marginalmente, in altre opere di Tolkien; è un anello donato da Finrod Felagund a Barahir come pegno per avergli salvato la vita durante la Dagor Bragollach nelle paludi di Serech. Alla morte di Barahir, suo figlio Beren insegue gli orchi che avevano compiuto il misfatto e ne uccide il capitano, che stava vantandosi mostrando agli altri la mano mozzata di Barahir (e che avrebbe in seguito consegnato a Sauron come prova dell'uccisione), in tal modo recuperando l'anello. L'anello viene descritto un'unica volta nello Silmarillion:
L'anello non era dotato di poteri magici ma conferiva fama e onore a colui che lo indossava. L'oggetto in seguito pervenne a Elros, discendente di Beren e primo re di Númenor, e fu l'unica cosa che sfuggì alla caduta dell'isola voluta dai Valar, in quanto molti anni dopo Tar-Elendil lo donò alla figlia Silmarien. L'anello fu quindi conservato nella Casa dei Signori di Andúnië ultimo dei quali fu Elendil il Fedele, padre di Isildur, che sfuggì alla caduta di Númenor. L'anello passò ad Isildur ed ai suoi discendenti, fino ad Arvedui ultimo re; costui nel 1975 T.E. ricevette soccorso dai Lossoth, e per ringraziarli donò al loro capo l'Anello di Barahir.
Arvedui affondò con la sua nave, e con lui finì il Regno del Nord, ma la stirpe dei re continuò nei Capitani dei Dunedain, di cui Aranarth (figlio di Arvedui) fu il primo. Suo figlio Arahael fu allevato a Gran Burrone, come tutti i figli dei capitani successivi. L'Anello, riscattato presumibilmente da Aranarth, fu custodito a Gran Burrone assieme agli altri tesori della loro Casa: l'anello di Barahir, i frantumi di Narsil, la stella di Elendil e lo scettro di Annúminas. Molti anni dopo (2951 T.E.), l'Anello di Barahir venne dato da Elrond ad Estel, assieme ai frantumi di Narsil, nel momento in cui gli rivelò il suo vero nome, Aragorn: L'anello infine fu consegnato da Elrond ad Aragorn, legittimo erede di Elendil. 
Infine, Aragorn donò nel 2980 T.E. (mezzestate) l'Anello di Barahir ad Arwen, quand'ella gli promise eterno amore sul Cerin Amroth. L'anello si trovava probabilmente ancora al dito di Arwen quando si lasciò morire sullo stesso colle, disperata per la morte di Aragorn.

## Arkengemma
(J.R.R. Tolkien, Lo Hobbit)
L'Arkengemma (Arkenstone in inglese) è una gemma anche chiamata Arkenpietra di Thráin o Cuore della montagna. Viene descritta ne Lo Hobbit come una meravigliosa grande gemma bianca, il gioiello regale del regno nanico di Erebor, la Montagna Solitaria. L'Arkengemma secondo la descrizione data nel libro brillava di luce propria, ma essendo stata tagliata e modellata da Nani, rifletteva e moltiplicava anche qualsiasi luce che si rifrangeva sulla sua superficie; è la più grande gemma mai estratta nella Montagna Solitaria, scoperta da Thráin I detto il Vecchio, dopo l'anno 1999 della Terza Era, quando molti Nani fuggiti da Moria dopo il risveglio del Balrog, fondarono il Regno sotto la Montagna. L'Arkengemma divenne cimelio di famiglia della discendenza di Durin, fino a giungere a Thorin Scudodiquercia, che la reclamò durante la Battaglia dei cinque eserciti ad Erebor. La pietra, che era andata perduta quando il drago Smaug prese la montagna (2770 della Terza Era), fu ritrovata da Bilbo in mezzo al tesoro del drago poco prima della battaglia (2941 della Terza Era), mentre perlustrava le aule della reggia dei nani. Bilbo, avendo compreso l'importanza che la pietra aveva per Thorin, la mise in tasca senza rivelarne il ritrovamento. Durante la spartizione del tesoro l'Arkengemma non venne perciò ritrovata da Thorin. Quando i Nani si rifiutarono di condividere una qualsiasi parte del tesoro con Bard l'Arciere di Pontelagolungo (che aveva ucciso Smaug) e Re Thranduil del reame silvano (che reclamava i gioielli appartenuti agli elfi), Bilbo decise di usarla come merce di scambio per far finire l'assedio a cui era sottoposta la montagna. La gemma sarebbe stata restituita solo in cambio di una parte del tesoro. Durante la battaglia Thorin fu ferito a morte, ma prima di morire rinsaldò il legame di amicizia con Bilbo e ritornò in possesso dell'Arkengemma che fu posta, insieme alla sua spada Orcrist, sul suo tumulo, nelle profondità della Montagna Solitaria.
Nelle trasposizioni cinematografiche compare in Lo Hobbit - Un viaggio inaspettato, dove viene descritto come un gioiello ovale iridescente, simbolo del potere del re dei nani, perduta da Thrór, nonno di Thorin durante l'assalto di Smaug alla montagna. Nel sequel Lo Hobbit - La desolazione di Smaug, viene rivelato che il possesso dell'Arkengemma avrebbe dato a Thorin l'autorità necessaria per unire tutti gli eserciti dei nani e lanciare un assalto per liberare Erebor dal drago.

## Corona Alata di Gondor
La Corona Alata di Gondor è un prezioso manufatto, simbolo della regalità dei Re di Gondor. A Númenor probabilmente i Re non portavano una corona: il principale simbolo del potere era lo Scettro, il quale servì a modello del bastone dei Signori di Andúnië, poi divenuto lo Scettro di Annúminas, portato dai Re di Arnor, che sulla fronte portavano il gioiello denominato Stella di Elendil. A Gondor, invece, a partire da Meneldil, i re furono incoronati con l'elmo Numenoreano di Isildur (l'elmo di Anárion padre di Meneldil, fu distrutto quando questi morì). Si trattava del copricapo che questi portava nella battaglia di Dagorlad, e portava fregi in forma di ali di gabbiano, simbolo dei Re degli Uomini del Mare. Successivamente fu modificato (o sostituito) con un elmo ingioiellato che fu la Corona dai tempi del re Atanatar II Alcarin. In punto di morte, essa veniva ceduta dal Re all'erede, e non veniva portata di solito in battaglia. Eärnur, prima di andare a sfidare mortalmente il Re Stregone a Minas Morgul, la depose sulla tomba del padre Eärnil II, e lì rimase fino a che il Sovrintendente di Gondor Faramir la prese per l'incoronazione di re Elessar.

## Corona Ferrea
(Il Silmarillion)
La Corona Ferrea di Morgoth è una fascia di metallo nero, ornata da otto lunghe punte disposte attorno. In un punto la fascia era conformata a triangolo e qui vi erano incastonati i tre Silmaril. Morgoth rapì le tre gemme sacre (i Silmaril, opera di Fëanor dei Noldor) della casa di Finwë, che egli stesso uccise; liberatosi di Ungoliant, con la quale aveva compiuto il fatto, se ne tornò alla sua tetra fortezza, dove radunò il male e forgiò per sé una corona di ferro in cui incastonare i Silmaril. Essa era tenuta in maggior conto di ogni altro gioiello o possedimento; attorno Morgoth pose cancelli, sbarre e mura, oltre che i tremendi Balrog e innumerevoli guardie. La corona, a causa dei Silmaril, pesava enormemente sul suo capo, ma egli non se ne separò mai, eccetto che in un'occasione.
Quest'oggetto compare poche volte nelle citazioni di Tolkien nello Silmarillion; il fatto più importante in cui è presente la Corona Ferrea è quello in cui la donna elfica Lúthien ed il mortale Beren giungono, con dei travestimenti, al cospetto di Morgoth, che però smaschera la fanciulla. Tuttavia, Lúthien propone di cantare per lui: Morgoth, spinto da un'insana brama, accetta, ma viene accecato e addormentato dall'incantesimo cui la ragazza lo soggioga. L'Oscuro Signore crolla dal trono; allora Beren afferra il coltello (Angrist) rubato a Curufin e taglia la Corona Ferrea, staccando uno dei tre Silmaril. Ma così facendo Angrist si scheggia, impedendo a Beren di riprendere le altre due gemme. Quando Morgoth ed il suo malefico reame furono annientati dall'Esercito di Valinor, egli fu legato e storpiato; dalla Corona Ferrea furono strappati i due Silmarilli restanti ed essa divenne per il suo possessore un collare.

## Elessar

L'Elessar come viene raffigurato nel film Il Signore degli Anelli - Le due torri

L'Elessar (in Quenya "Gemma Elfica") è un gioiello creato per imprigionare la luce del Sole tra gli alberi di Gondolin, a somiglianza di quello che Fëanor aveva fatto con i Silmaril e gli Alberi di Valinor. L'artefice fu l'artigiano Noldor Enerdhil o secondo altre versioni Celebrimbor, nipote di Fëanor e forgiatore degli Anelli del Potere. La gemma venne donata a Idril, che la diede al proprio figlio, Eärendil. Quando questi partì per Valinor, la gemma se ne andò per sempre. Celebrimbor forgiò una nuova gemma in Eregion, (qua è specificato che è in forma d'aquila con le ali spiegate e la gemma incastonata in mezzo) e la donò a Galadriel, di cui era innamorato non corrisposto, giacché lei era sposata con Celeborn. Da Galadriel passò poi a Celebrían e ad Arwen. Secondo la versione più nota, si trattava invece della stessa gemma di Gondolin, riportata a Galadriel da Gandalf (Olórin) quando questi arrivò da Valinor. La gemma verde, simile a uno smeraldo, aveva il potere di preservare i luoghi e sanarne le ferite, un potere simile ai Silmaril e agli Anelli ma di levatura inferiore. Essa tuttavia pare non esercitasse la brama di possederla. Alla fine l'Elessar fu donata da Galadriel a colui che i Valar avevano destinato a possederla, affinché preservasse il regno degli Uomini di Numenor, cioè Aragorn il quale salì al trono di Gondor col nome di Re Elessar. La gemma passò quindi a Eldarion e appartenne così alla Casa di Elendil, discendente di Idril e Eärendil. La vicenda è narrata nei Racconti incompiuti. Del gioiello si parla anche ne Il Signore degli Anelli, mentre non è menzionata nel Silmarillion. Nel film di Peter Jackson Arwen dona ad Aragorn l'Elessar in forma d'aquila come simbolo del loro amore; nel libro il simbolo del loro legame è invece l'Anello di Barahir. Qua il gioiello è leggermente diverso ed è chiamato Stella del Vespro. Nel libro una pietra bianca simile viene donata a Frodo da Arwen per proteggerlo dal ricordo dell'oscurità e delle sue ferite, prima della partenza per Valinor, in sostituzione del fardello dell'Unico Anello.

## Fiala di Galadriel
La fiala di Galadriel è un'ampolla donata da Galadriel a Frodo in occasione della sua partenza da Lórien nel Signore degli Anelli. In essa è contenuta un po' d'acqua della fontana di Galadriel, impregnata della luce della stella di Eärendil, cioè uno dei Silmaril. La fiala viene utilizzata da Frodo nella caverna di Shelob per respingerne gli attacchi, poi viene presa da Sam dopo che Frodo viene ferito in modo apparentemente mortale da Shelob. In seguito, Sam se ne serve per superare i due guardiani della fortezza di Cirith Ungol. Nel film Lo Hobbit - La battaglia delle cinque armate Galadriel utilizza la fiala per cacciare Sauron da Dol Guldur.

### Curiosità
È stata nominata Earendel la stella WHL0137-LS, che con i suoi 28 miliardi di anni luce di distanza, è la stella più lontana dal sistema solare.

## Nauglamír
La Nauglamír o Collana dei Nani è una collana forgiata dai Nani di Belegost per Finrod Felagund, nobile principe dei Noldor, il quale dimorava nel regno sotterraneo di Nargothrond. Il drago Glaurung devastò però il Nargothrond, e venne in seguito ucciso da Túrin Turambar. Il padre di quest'ultimo, Húrin, prelevò infine dai grandi tesori custoditi nel regno sotterraneo unicamente la Nauglamír, e la portò a Thingol, Re degli Elfi del Doriath. Thingol incaricò quindi alcuni artisti fra i Nani di Nogrod di incastonare nella Nauglamír lo splendido Silmaril che Beren e Lúthien avevano strappato dalla Corona Ferrea di Morgoth, l'Oscuro Signore. Una volta terminata la loro opera però, essi stessi erano attratti dal magnifico monile a tal punto che lo desiderarono unicamente per loro stessi. Così, quando Thingol rivendicò il prezioso oggetto, i Nani lo uccisero nelle sue stesse dimore di Menegroth e fuggirono con la Nauglamír più un grosso bottino, con l'intenzione di tornare alle proprie dimore nelle Montagne Azzurre.

Sulla via verso est incontrarono però Beren (marito di Lúthien, la figlia di Thingol) il quale li sterminò con l'aiuto di Elfi Verdi ed Ent. Tutti i tesori eccetto la Nauglamír vennero gettati nel fiume Ascar, mentre la preziosa collana venne indossata da Beren a Tol Galen. Il monile venne in seguito ereditato dal figlio Dior, e salvato dalle grinfie dei figli di Fëanor durante la Caduta del Doriath grazie alla figlia Elwing. Questa si rifugiò alle Bocche del Sirion assieme ad altri esuli Sindar, scampando al Terzo Fratricidio degli Elfi (dopo quelli di Alqualondë e del Sacco del Doriath). Il prezioso Silmaril incastonato nella Nauglamír venne poi indossato da Eärendil, sposo di Elwing, che lo portò nelle Terre Imperiture di Aman, dove i Valar ordinarono che egli dovesse vagare per le distese del cielo con la sua nave Vingilot, divenendo a tutti gli effetti una stella.

## Scettro di Annúminas
Lo scettro di Annuminas è il simbolo di potere dei re di Arnor. Inizialmente lo scettro non era altro che il bastone dei Signori di Andúnië, vassalli a Númenor; si trattava di una lunga verga d'argento, modellata come lo scettro dei re di Númenor. Ar-Pharazôn scomparve insieme allo scettro reale, durante la caduta di Númenor; Elendil, figlio del Signore di Andúnië, fuggì portando con sé il bastone del padre. I re di Arnor conservarono unicamente lo scettro come simbolo di potere, senza mai indossare una corona. L'artefatto prese il nome della capitale di Arnor, Annúminas. Dopo la fine di Arnor, lo scettro passò ai re di Arthedain, successivamente ai capitani dei Dunedain. Essendo questi ultimi un popolo nomade, lo scettro era custodito a Gran Burrone insieme agli altri tesori della razza. Elrond consegnò lo scettro ad Aragorn, re dei Regni Riuniti, alla fine della Terza Era. Quel bastone aveva ormai 5.000 anni, l'oggetto più antico mai creato dalla mano degli uomini.

## Silmaril
Erano tre gioielli creati da Fëanor quando i Noldor vivevano ancora a Valinor. Egli aveva racchiuso in essi la Luce dei due Alberi di Valinor, ed essi splendevano di luce propria. Nessuno capì mai come Fëanor fosse riuscito a creare simili oggetti; nessuno riuscì mai a duplicarli, nemmeno lo stesso Fëanor. Il loro valore era inestimabile, persino per i Valar, così Varda incantò i Silmaril affinché nessun mortale, nessuna mano impura, nessun essere malvagio potesse toccarli, a meno di rimanere bruciato e storpiato per sempre. Dopo che Fëanor venne esiliato a Formenos, i Silmaril vennero custoditi in un cofanetto di cristallo.

## Stella di Elendil
Stella di Elendil (o Elendilmir, cioè "gioiello di Elendil" in Quenya) è nominato dapprima ne Il Signore degli Anelli e meglio descritto nei Racconti incompiuti. Era costituito da una bianca stella di cristallo elfico incastonata in una fine reticella di mithril, e veniva indossato come corona dal re degli esuli Dunedain nella Terra di Mezzo (era un monile inizialmente creato per la figlia del Re di Númenor, Silmarien). Il primo ad indossare la Stella di Elendil fu Elendil stesso; il figlio Isildur l'ereditò dopo la caduta di Sauron non appena fece ritorno in Gondor. In seguito egli si diresse verso Gran Burrone e durante il viaggio, nei pressi dei limiti settentrionali dei Campi Iridati, lui ed il suo esercito furono vittima di un'imboscata da parte degli orchi, i quali tuttavia erano reticenti ad attaccare Isildur stesso a causa del terrore suscitatogli dall'Elendilmir. Quando la speranza di vittoria svanì del tutto il figlio Elendur consigliò al padre di indossare l'Unico Anello e scappare, al fine di portare quest'ultimo oggetto in custodia agli elfi di Gran Burrone. L'Anello rese invisibile Isildur, ma non l'Elendilmir:
Isildur allora cercò di traversare l'Anduin ma non vi riuscì, fu quindi trascinato dalla forte corrente fino ad un'isoletta nei pressi della battaglia e fu qui ucciso dalle frecce degli orchi che lo avevano avvistato. Egli precipitò in acqua e l'Anello del Potere e l'Elendilmir si ritennero perduti per sempre nei flutti.
L'Elendilmir dopo essere scomparso (e prima di essere ritrovato) divenne il simbolo dei Re di Arnor alla pari dello Scettro di Annúminas (a differenza di Gondor, dove il simbolo del Re era la Corona Alata di Gondor); molto tempo dopo Re Elessar andò ad esplorare, in vista del restauro, l'Orthanc e quale fu la sua sorpresa nello scoprire dietro una porta che non avrebbe aperto senza l'ausilio di Gimli due oggetti: l'uno era una scatoletta d'oro con una catenella che probabilmente era appartenuta ad Isildur ed aveva contenuto l'Anello, l'altro era l'Elendilmir stesso. Nel frattempo ne era stato forgiato uno simile per Valandil figlio di Isildur dai fabbri elfici di Gran Burrone, ma non aveva ne la vetustà ne la potenza di quello perduto. Questo secondo Elendilmir, imitazione del primo, venne tramandato attraverso tutti i Re di Arnor (poi di Arthedain) e tutti i Capitani dei Dùnedain fino ad Aragorn II stesso. Quest'ultimo dopo la riconquista della sovranità di Arnor ed il ritrovamento dell'Elendilmir fece indossare l'originale ad Arwen e tutti rimanevano ammutoliti di fronte al suo splendore; tuttavia Re Elessar era restio a metterlo a repentaglio e lo sfoggiò solo in presenza delle solennità del Reame Settentrionale. Di conseguenza egli indossava l'Elendilmir fino a lui pervenuto, anch'esso degno di riverenza tant'è che il Re affermava:
Se Isildur fosse annegato su acque profonde ciò avrebbe implicato che l'Elendilmir non fosse da lui indossato, altrimenti sarebbe andato perso per sempre nello scorrere del fiume. Ma siccome tutte le fonti concordano sul fatto che lo indossasse al momento della morte allora il ritrovamento implica che lui sia morto su acque basse e praticabili; molti si chiesero allora come mai fu ritrovato l'oggetto ma non le ossa del re. Ci fu chi sostenne che Saruman abbia ritrovato il corpo nella sua spasmodica ricerca dell'Anello (ignaro del ritrovamento di Déagol) nei pressi dei Campi Iridati, e che in segno di disprezzo abbia bruciato i resti del Re di Arnor e Gondor nelle sue fornaci.

La Stella di Elendil è spesso ricordata anche con altri nomi oltre a Elendilmir tra i quali Stella del Nord, Stella dei Dunedain o Stella del Regno del Nord.
 Secondo le Appendici de Il Signore degli Anelli, la seconda Elendilmir sarebbe stata donata a Sam Gamgee ma nei Racconti incompiuti ciò viene invece definito come un fatto poco probabile.